# ماريو بيتري
ماريو بيتري (بالإيطالية: Mario Petri)‏ هو مجدف إيطالي، ولد في 8 سبتمبر 1939 في ترييستي في إيطاليا.

## وصلات خارجية
- ماريو بيتري على موقع الاتحاد الدولي للتجديف (الإنجليزية)
- ماريو بيتري على موقع اللجنة الأولمبية الدولية (الإنجليزية)
- ماريو بيتري على موقع أوليمبيديا (الإنجليزية)